# Lepthyphantes umbratilis
Lepthyphantes umbratilis är en spindelart som först beskrevs av Eugen von Keyserling 1886.  Lepthyphantes umbratilis ingår i släktet Lepthyphantes och familjen täckvävarspindlar. Inga underarter finns listade i Catalogue of Life.